# Лаубе, Антонин
Антонин Лаубе (чеш. Antonín Laube, также Антон Лаубе, нем. Anton Laube; 10 ноября 1718, Брюкс, Австрийская империя, ныне Мост, Чехия — 24 февраля 1784, Прага) — чешский композитор и дирижёр.
С юных лет жил и работал в Праге, сперва пел в хоре мальчиков, затем был органистом и хормейстером. В 1769—1771 гг. руководил хором в пражской Церкви Святого Гавела. В 1771 году в связи со смертью Франца Брикси принял участие в конкурсе на должность капельмейстера Собора Святого Вита, выиграв борьбу за него у Яна Антонина Кожелуха (как утверждается, по причине более уравновешенного поведения). Занимал этот пост до конца жизни, значительно повысил уровень певческой подготовки и исполнения. Среди хористов, учившихся у Лаубе, были Бенедикт Шак и Винценц Гаушка.
Композиторское наследие Лаубе, по большей части неизданное, включает множество церковных сочинений, в том числе девять месс, пять Te Deum, ораторию «Плачущая и примиряющаяся Магдалина» (нем. Die thränende und versöhnende Magdalena); религиозная музыка Лаубе отличалась гомофоничностью и предельной простотой. В 1771 году в Праге был поставлен зингшпиль Лаубе «Оракул» (нем. Das Orakel), однако уже музыкальный словарь Густава Шиллинга выражал сомнение в том, что это сочинение не было работой однофамильца. Принадлежность именно этому Антону Лаубе шести зингшпилей, поставленных в 1768 и 1777 гг. в Берлине труппой Карла Дёбелина, также сомнительна.